# Carcinoma adenoquístico
El carcinoma adenoquístico es una neoplasia maligna de origen ectodérmico del tipo glandular altamente agresivo localmente y destructivo del tejido nervioso, infiltrando el perineuro de nervios periféricos. 
Afecta personas por encima de 50 años principalmente, de ambos sexos.
- Macroscopia: son lesiones firmes del tipo nodular.
- Microscopia: se caracteriza por proliferaciones epiteliales en forma de cordones (no mayores a 3 estratos) de células del tipo basaloide que rodean espacios quísticos, dando un aspecto de queso suizo (cribiforme). El estroma de tejido conectivo fibroso presenta áreas extensas de hialinosis.